# Мепория, Ика Гурамович
И́ка Гура́мович Мепо́рия (укр. Іка Гурамович Мепорія; 26 января 1989, Зугдиди, Грузинская ССР, СССР) — украинский футболист, полузащитник.

## Карьера
В ДЮФЛ выступал за киевские «Отрадный» и «Динамо». В 2008 году попал в дубль киевского «Арсенала». В основном составе дебютировал 23 августа 2008 года в матче против киевского «Динамо» (0:2), Мепория вышел на 88 минуте вместо Сендлея Бито. Второй раз появился в Премьер-лиге в игре против «Кривбасса», но уже с первой минуты (сыграл 59 минут, был заменен на Эссола).
Зимой 2011 года перешёл в полугодичную аренду в «Нефтяник-Укрнефть».